# Andrzej Szpringer
Andrzej Michał Szpringer (ur. 7 lipca 1941 w Lublinie, zm. 10 sierpnia 2018 tamże) – polski polityk, działacz PZPR, poseł na Sejm PRL IX kadencji.

## Życiorys
Urodził się w rodzinie inteligenckiej jako syn Piotra i Janiny. Studia wyższe z historii ukończył w 1966 w Lublinie na Uniwersytecie Marii Curie Skłodowskiej. Działał w Zrzeszeniu Studentów Polskich (jako członek rady naczelnej w latach 1959–1969, wiceprzewodniczący rady okręgowej od 1965 do 1967 oraz przewodniczący RO w latach 1967–1969) i od 1964 w Polskiej Zjednoczonej Partii Robotniczej. Od 1969 do 1972 wykładał nauki polityczne w Akademii Medycznej w Lublinie oraz w Wyższej Szkole Inżynierskiej w Lublinie. Jednocześnie w latach 1969–1971 był zastępcą członka Komitetu Wojewódzkiego PZPR w Lublinie oraz instruktorem (pod koniec starszym) Wydziału Nauki i Oświaty KW. Od 1972 do 1975 pełnił funkcję I sekretarza Komitetu Powiatowego PZPR w Opolu Lubelskim, a w latach 1975–1981 zasiadał w KW partii w Lublinie (był m.in. kierownikiem wydziału i członkiem sekretariatu). W latach 1981–1982 był dziennikarzem w „Sztandarze Ludu”, a od 1982 do 1984 wicewojewodą lubelskim. W latach 1985–1990 był I sekretarzem KW PZPR w Lublinie (w którym, jako sekretarz, ponownie zasiadał od 1984) i posłem na Sejm PRL IX kadencji z okręgu Lublin, gdzie zasiadał w Komisji Kultury. Z ramienia PZPR zasiadał też w Miejskiej oraz Wojewódzkiej Radzie Narodowej w Lublinie. W lipcu 1986 został członkiem Komitetu Centralnego partii. W okresie III RP początkowo bezrobotny, następnie kierował zakładem cukierniczym produkującym drażetki w spółce Sun-Pol, a potem był zastępcą dyrektora Wojewódzkiego Ośrodka Ruchu Drogowego w Lublinie.